# Carillon van Jong A Kiem
Het Carillon van Jong A Kiem is een klokkenspel op een winkel in de Steenbakkerijstraat in Paramaribo. Het was het eerste carillon van Suriname.
De toenmalige firma Jong A Kiem liet het carillon in 1964 aan de muur bevestigen als geschenk aan het winkelend publiek. Het ging in die tijd om een nieuw gebouw. Het bestaat uit twee rijen van zeven klokken elk. Acht van de klokken werden naar de toenmalig acht districten van Suriname genoemd. De namen van de districten werden tijdens het gieten op de klokken aangebracht.
Het carillon wordt bespeeld met een elektrisch bandspeelwerk. Door componist Eddy Snijders werden populaire Surinaamse liederen voor het instrument bewerkt, zoals Switie Sranan, Ba anansi en Mi no wani moro. Tijdens het bezoek van het koninklijk paar werden de volksliederen van beide landen op het carillon gespeeld.